# 664 Judith
664 Judith eller 1908 DH är en asteroid i huvudbältet, som upptäcktes 24 juni 1908 av den tyska astronomen August Kopff i Heidelberg. Den är uppkallad efter karaktären Judith i Judith av Friedrich Hebbel.
Asteroiden har en diameter på ungefär 85 kilometer.